# Vicente Merlo
Vicente Merlo Lillo (Valencia, 1955) es un profesor español, indólogo, especializado  en yoga, budismo e hinduismo, particularmente en la obra de Sri Aurobindo, de quien es su mayor estudioso en lengua española. 
Doctor en Filosofía, profesor de filosofía, yoga, meditación y ciencias de las religiones, realizó estudios en Bombay, Pondicherry y Auroville; ha sido investigador en el Centro de Estudios Interculturales Vivarium dirigido por Raimon Panikkar, Miembro del Consejo Asesor del Parlamento de las Religiones del Mundo (Barcelona, 2004) y destacado impulsor de los estudios de Indología en España.

## Obras principales
- La realidad supramental y la transformación integral en la obra de Sri Aurobindo, Valencia, Publicaciones de la Universidad de Valencia, 1992.
- Experiencia yóguica y antropología filosófica, Barcelona, Fundación Sri Aurobindo, 1994.
- Siete ensayos sobre el hinduismo, Barcelona, Fundación  Sri Aurobindo, 1996.
- Sabiduría y Compasión: frutos de la meditación buddhista, Barcelona, Fundación Sri Aurobindo,1997.
- Las enseñanzas de Sri Aurobindo, Barcelona, Kairós, 1998.
- Simbolismo del arte hindú. De la experiencia estética a la experiencia mística, Madrid, Biblioteca Nueva, 1999.
- La autoluminosidad del âtman. Aproximación al pensamiento hindú clásico, Madrid, Biblioteca Nueva, 2001.
- La fascinación de Oriente, Barcelona, Kairós, 2002.
- La llamada (de la) Nueva Era. Hacia una espiritualidad mística y esotérica, Barcelona, Kairós 2007.
- La Reencarnación. Una clave para entender el sentido de la vida, Málaga, Sirio, 2007.
- Plenitud radiante - Meditando juntos, Barcelona, Obelisco, 2009.
- Meditar–en el hinduismo y el budismo-, Barcelona, Kairós, 2013.
- Filosofía ¿qué es eso? –Saber y Ser en Occidente y Oriente-, Madrid, Biblioteca Nueva, 2014.
- Sabiduría y gratitud, Barcelona, Kairós, 2015.

## Pensamiento
El esfuerzo de Merlo se centra, por una parte, en el diálogo intercultural entre Oriente y Occidente, y, por otra, en la búsqueda de una sabiduría integral. El haber asimilado fuentes de distintas tradiciones le permite una recreación crítica de la sabiduría perenne, incluyendo corrientes menos estudiadas académicamente como son la psicología transpersonal (así en las obras La fascinación de Oriente y Sabiduría y gratitud) y el esoterismo contemporáneo, o el movimiento Nueva Era, de manera rigurosa (en La reencarnación y, especialmente, en La llamada [de la] Nueva Era). Dentro de este proyecto de búsqueda de una sabiduría integral a la altura de nuestro tiempo, se propone un lugar particularmente relevante a la meditación, sobre todo en el sentido contemplativo, pero también heurístico, de este concepto, según puede verse en su obra Meditar –en el hinduismo y el budismo-. En relación con ello podría sintetizarse el proyecto de Merlo como camino desde la pasión filósofica hacia la serenidad yóguica, tal como vemos en sus propias palabras: “Si de la filosofía occidental hemos heredado esa estimulante ‘’voluntad de verdad’’, incluso esa punzante ‘’voluntad de poder’’, me gustaría sugerir que de Oriente […] podríamos heredar esa ‘’voluntad de Ser’’ que conduce a la verdadera Ser-enidad…”.